# Kašna na Velkém náměstí v Kroměříži
 Kašna na Velkém náměstí  je kamenná barokní kašna stojící na Velkém náměstí v centru města Kroměříž. Kašna má pohledovou vazbu na Mariánský sloup a Arcibiskupský zámek situovaný severně od Velkého náměstí a je chráněna jako nemovitá kulturní památka České republiky pod číslem 85300/7-6009.

## Datace a umístění
Zhruba uprostřed Velkého náměstí se nachází kašna, která sem byla přemístěna z jiné části prostranství roku 1811. Dílo neznámého sochaře bývá někdy vztahováno k roku 1655. Kroměřížský historiograf Peřinka ve svých Dějinách města Kroměříže se k tomu zmiňuje jen krátkou větou: "Kašnu město zřídilo r. 1655, nadále ji také opravovalo".

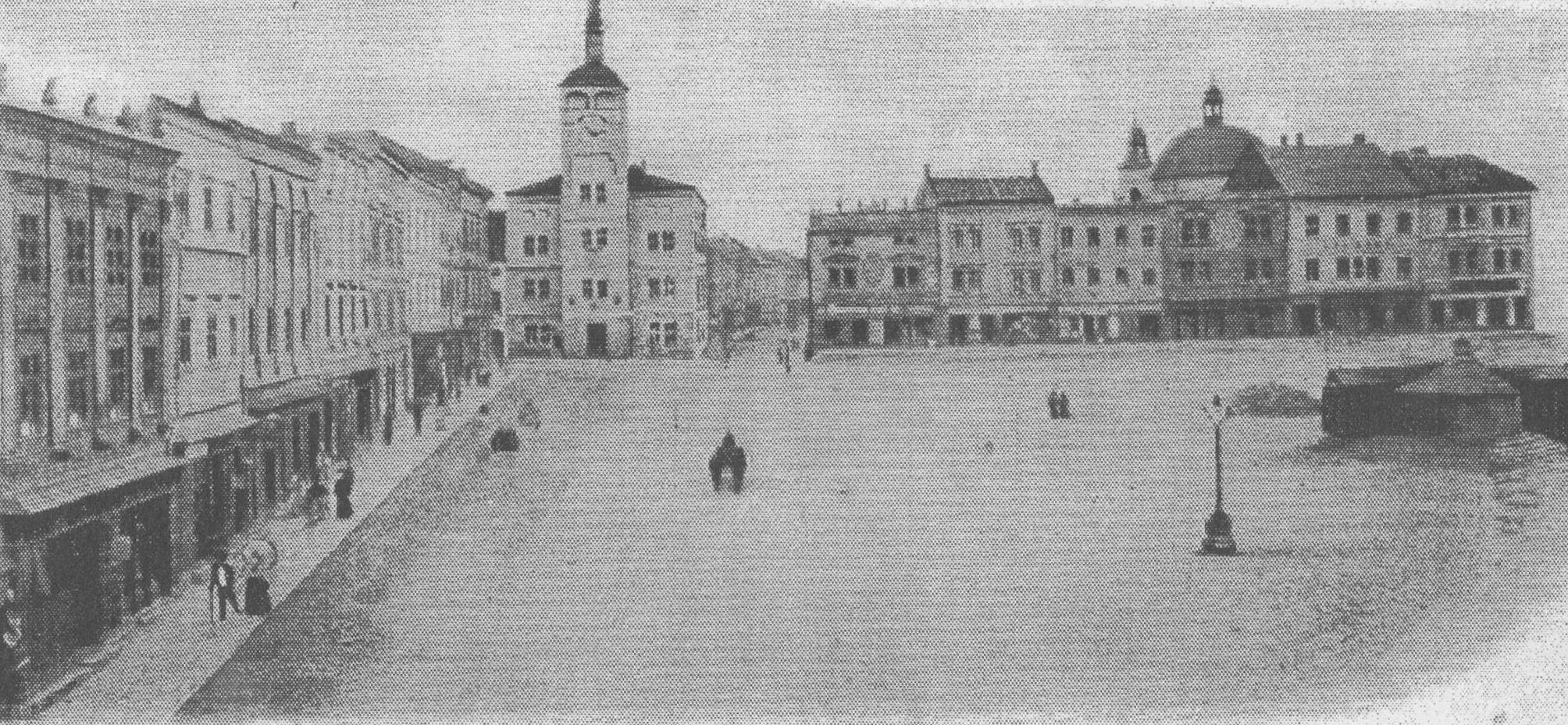
Dobová fotografie s kašnou „opatřenou na zimu“

Pravděpodobnější je však jeho vznik v roce 1666, kdy ho můžeme interpretovat jako jeden z prvních projevů obnovitelského úsilí olomouckého biskupa Karla z Lichtenštejna-Kastelkornu a jeho zájmu o město, kterému na své náklady poskytl nový zdroj vody. Peřinka tentokrát uvádí: „Roku 1666 biskup Lichtenštejn stavěl v Kroměříži nějakou „fontánu“, měl na to dílo kameníka z Olomouce a kámen dováželi poddaní z Mírova. (Prothocoll der Herrschaft Kremsier 1666–1667, nepaginovaný (v arcib. Arch.)). Fontána v Podzámecké zahradě je až z doby Chotkovy. Salla terrena v zámku se tenkráte ještě nestavěla, tato kašna to také není".
Další zmínka o „třech studních ve městě“ je v souvislosti se stavbou vodárny a vodovodu. „Biskupové postarali se dávno před magistrátem o vodárnu a vodovod panský. Stavěl je r. 1665–1667 Hans Jiří Miller, s nímž udělal biskup smlouvu 1. září 1665. Vodárna dodávala vodu do zámku a v něm hlavně do kuchyně a na jiná místa, do zahrady ležící pod zámkem, do tří studní v městě a na rybníček v knížecí zahradě před městem.“
Dne 6. července 1678 píše biskup Lichtenštejn primátorovi, že zakazuje, aby se voda z ní odváděla na městský pivovar, protože potom bývá kašna prázdná. Nechť se voda do pivovaru dodává městskými potahy anebo potrubím odjinud. Když se roku 1684 pokazila a město nespěchalo s její opravou, biskup pohrozil 5. dubna 1685 purkmistrovi a členům rady pokutou 100  říšských tolarů, nedají-li jí opraviti a vždy na zimu tak opatřiti, aby nezamrzla ani za nejsilnějších mrazů.

## Popis památky
Z nádrže na půdorysu kvadrilobu (čtyřlist) vybíhá hranolovitý sokl se skaliskem, z něhož vyrůstá čtveřice delfínů. Po vzoru Berniniho římské Tritónovy fontány (Fontana del Tritone, 1642–1643) nesou na svých ocasních ploutvích horní vanu a zároveň plní funkci chrličů. Vertikální osu kompozice završuje další skalisko a na něm putto sedící na hřbetě delfína. Sochařská výzdoba je z maletínského  pískovce, pro který jsou typické hnědelové konkrece a s ním související lokální zabarvení kamene. Ikonografie sochařské složky kašny odpovídá době vzniku. Delfíni byli tradičně vnímáni jako ztělesnění sociálního cítění a motiv chlapce sedícího na hřbetě delfína představuje podle Iconologie Cesara Ripy   alegorii Přátelské povahy.

## Novodobá historie
Ocas ryby nad puttem byl odlomen 28. března 1969 při oslavách hokejových vítězství nad SSSR. Z dobových fotografií je zřejmé, že při následné restauraci byl ocas vytvořen menší.
V roce 2015 zajistily Kroměřížské technické služby, s.r.o. provedení celkové rekonstrukce kašny. Týden po předání díla byla kašna v rámci uctění památky obětí teroristických útoků v Paříži v listopadu 2015 účastníky poškozena stékajícím voskem z umístěných svíček.

## Galerie

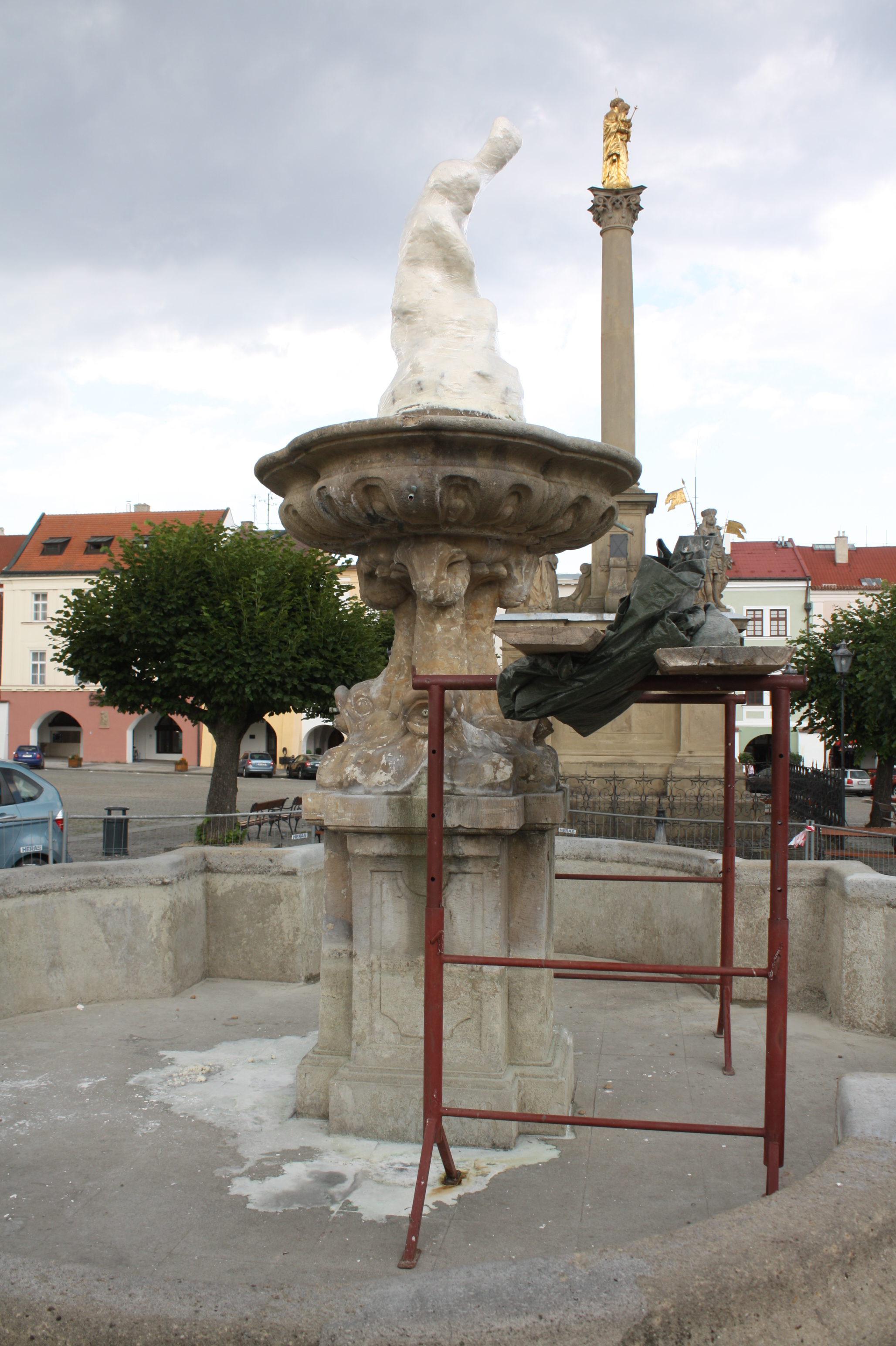
Rekonstrukce kašny v roce 2015
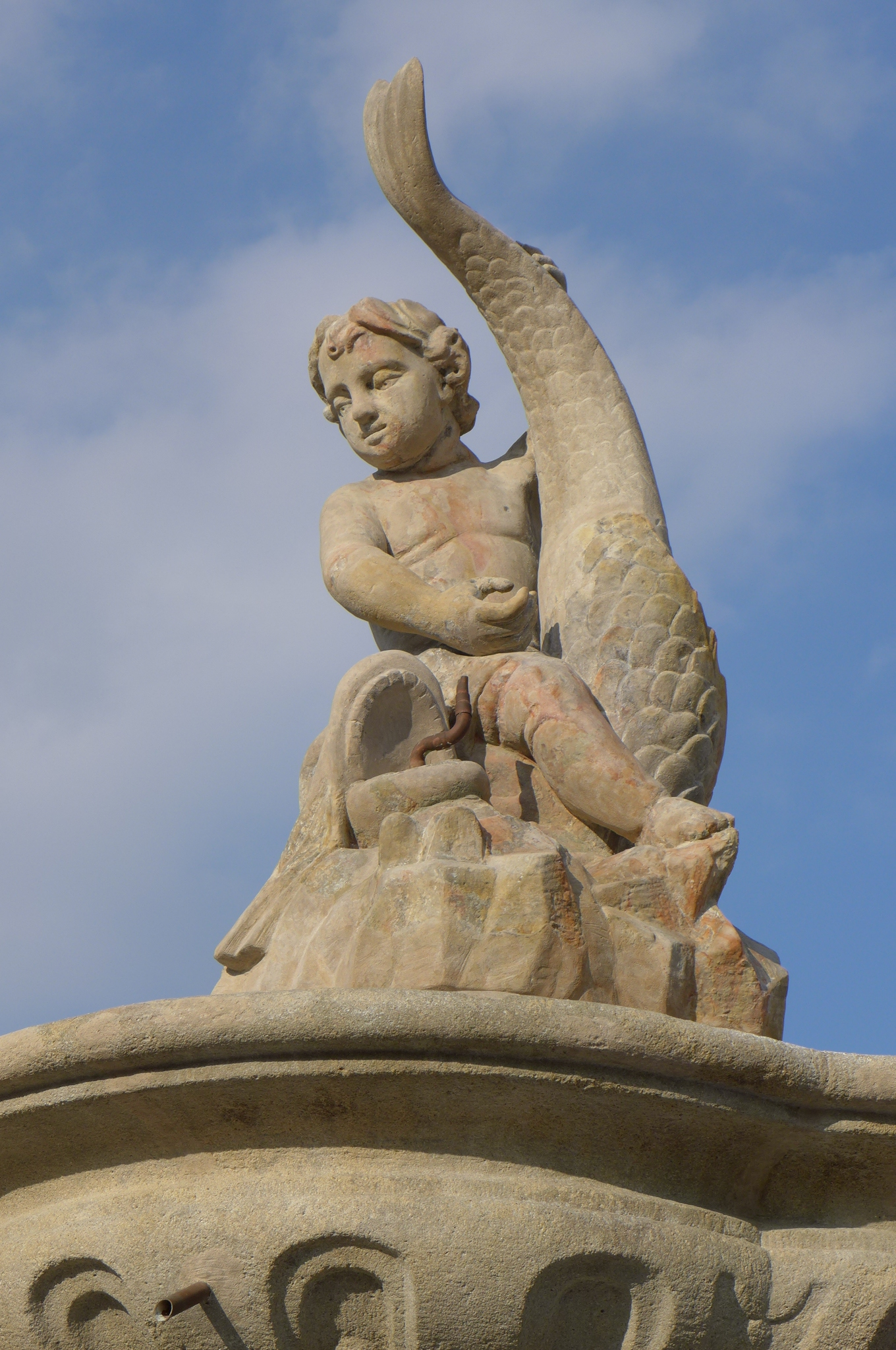
Detail kašny – putto na hřbetě delfína
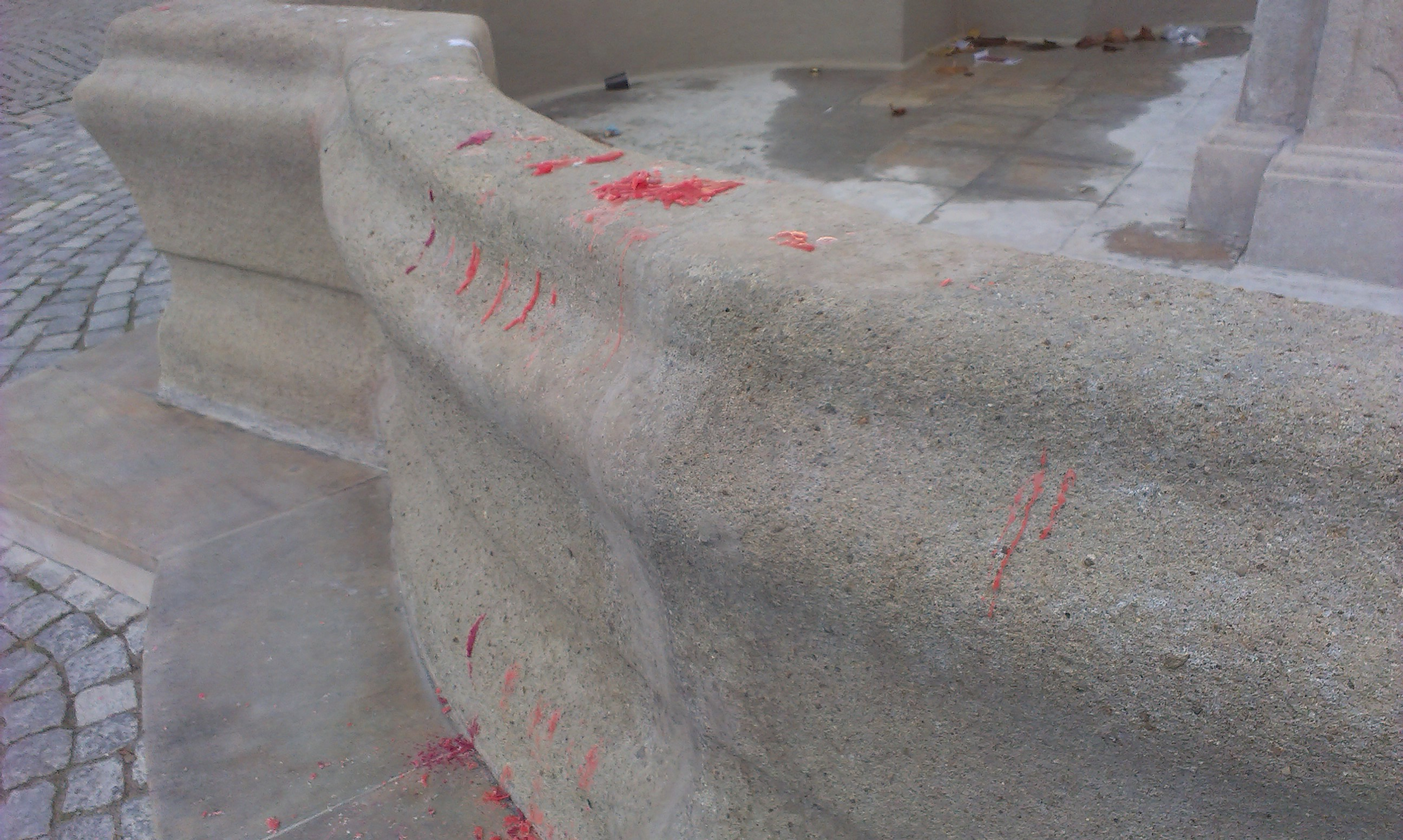
Poškození kašny voskem v listopadu 2015
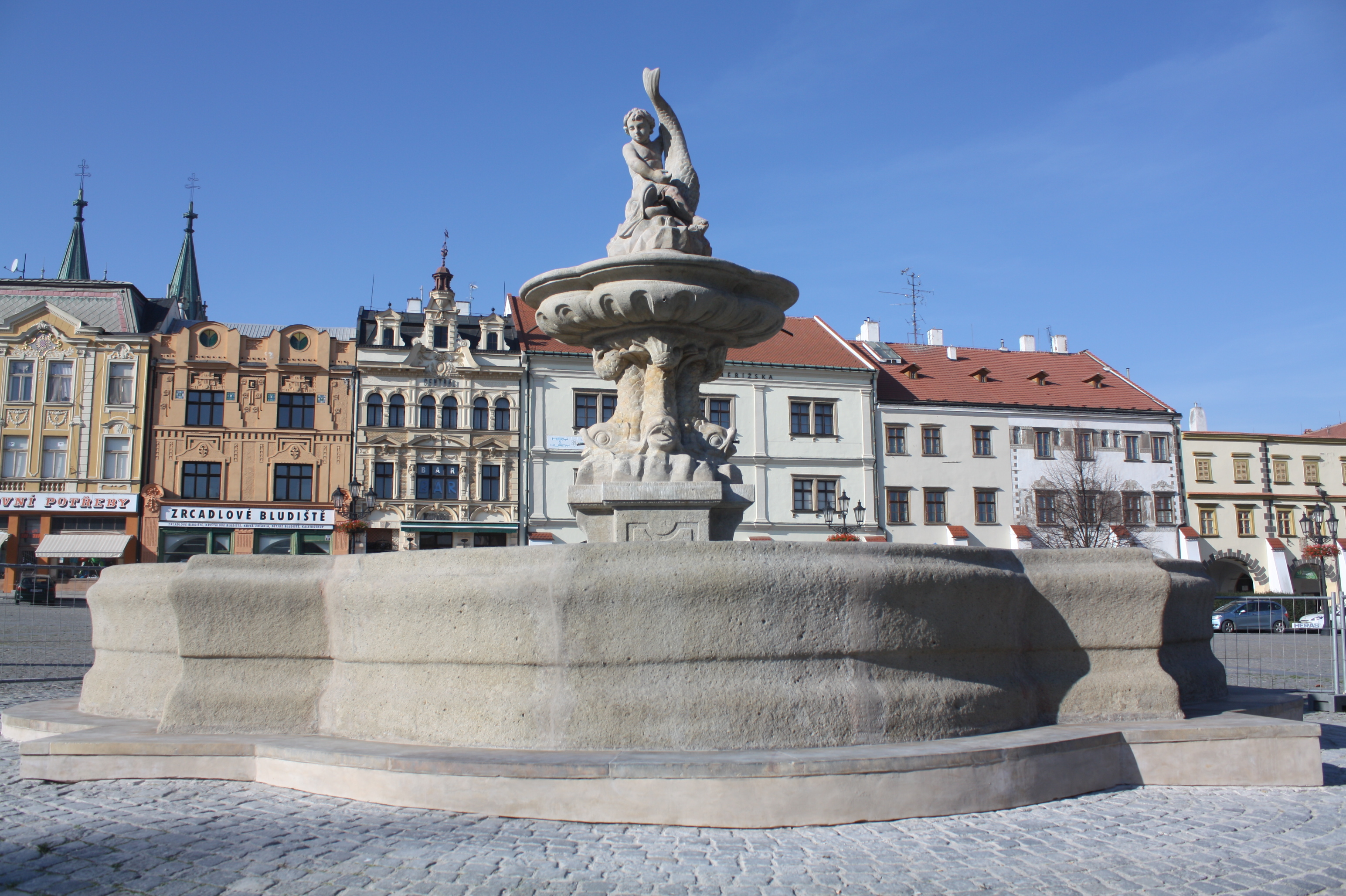
Kašna 2015
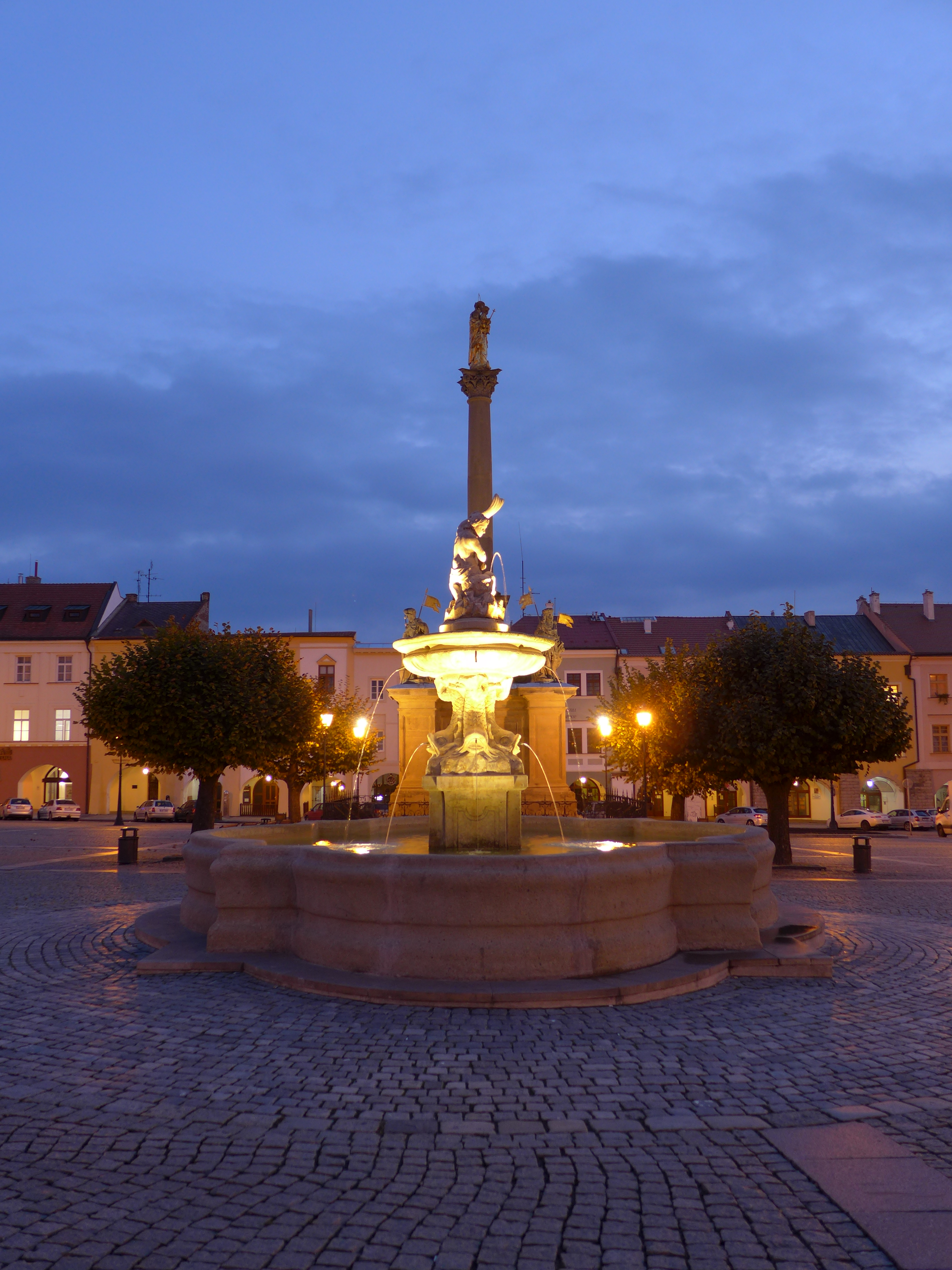
Pohled na kašnu v noci